# Unitube
UniTube (ユニチューブ）は日本に拠点を置く、3人組のYouTuberグループ。メンバーはTKC、かみつ、てる。2019年にYouTubeにアーチェリーに関する動画投稿を開始している。なお、旧メンバーのたくは2020年のベガスシュートの撮影を最後にグループを脱退している。

## 概要
| メンバー | 生年月日      | 血液型 | 担当           |
| -------- | ------------- | ------ | -------------- |
| TKC      | 1991年2月19日 | B型    | リーダー、編集 |
| かみつ   | 1993年11月6日 | O型    | 編集           |
| てる     | 1995年3月8日  | A型    | 道具準備       |

メンバーはリーダーのTKC、かみつ、てるてるで構成されていて、たくは2020年の4月に脱退している。3人は元々オリンピック競技でもあるアーチェリーをやっていて、全員全日本レベルの大会に出場していた。準レギュラーも複数人いる。特に出演回数が多いのは、「ふわっち」「たくま」「金子令」「おび」。サマーシュート2020と題した試合を有志で計画している。

### メンバー特徴
- TKC … 料理が趣味で、SNSで披露される事が数回あった。リーダーな故、基本的にTKC中心で話が進むが、それを周りの人も理解している様子。手が大きいようで、UNITUBE内でも「自分より手がでかい人に今まで出会ったことがない。」と述べている。
- かみつ … 趣味は釣りとラーメンを食べる事。髪型は刈り上げからの大胆な横分け。猫背。愛車はアウトランダー。好きな色は赤。ラーメン食べたいが口癖。
- てる … 趣味はボーッとする事、タイが好きで卒業旅行もタイに行っていた。白いシャツを好み基本的にめげずにボケ続ける。優しい性格だが時々毒を吐く、「アナクサータピ丸」と言う謎のあだ名をつけられている。

### メンバー交友関係
元々 UniArcheryをTKCと旧メンバーたくが運営しており、そこでバイトをしていたてるが加入し3人でUniTubeがスタートする。かみつは後日に加入する。UniArcheryは2020年4月で閉店している。TKCは大学時代からかみつと交友関係があった。TKCと元メンバーのたくは、大学時代の交友関係はないが、社会人になってから仲を深める。かみつはてると大学時代から非常に仲が良い。

## 動画内容
基本的にトップアーチャーへのインタビューとアーチェリーの道具のレビューを行うことが多い。活動を開始してすぐアバンティーズとコラボをしている。初めてトップアーチャーにインタビューしたのは大貫渉選手（サガミ）である。今までで一番再生されている動画は安久詩乃選手（同志社大学）へのインタビューである。

## 競技実績
- TKC・・・全日本選抜高等学校大会出場、世界ジュニア二次選考会出場、新潟県の国体選手を複数回務める、インカレ、全日本選手権にも複数回出場。現役時代は衝撃的肘の高さと迫力のあるの射形だったと共演者にいじられる事が多い。
- かみつ・・・東京都出身、全日本高等学校選抜大会出場、インターハイ出場、インカレ、全日本出場、第２回ネットワークインドア二回目のチャンピオンである。あまり動かないリリースが特徴的で高校時代、大学時代多くの全国大会で活躍している
- てる・・・埼玉県出身、全日本高等学校選抜大会入賞、インターハイ出場、インカレ、全日本出場、大学時代は専修大学の主将を務めていた。弟の「のり」は全国選抜、全日本フィールドなどの大会で複数回優勝している。